# 1576
Cette page concerne l'année 1576  du calendrier julien.
L'année 1576 est une année bissextile qui commence un dimanche.

## Événements
- 23 janvier : création d’un évêché à Macao[1].
- 31 mars, Fès : début du règne d'Abd el-Malik, émir saadien du Maroc (fin en 1578). Abd el-Malik, oncle de l’émir saadien Mohammed el-Mottouakil, réfugié à Constantinople, dirige une expédition contre le Maroc avec l’aide des Turcs. El-Mottouakil est battu et se réfugie en Espagne. Abd el-Malik organise le Maroc qu’il dote d’une armée puissante. Il entre en rapport avec la France, l’Angleterre et l’Espagne. Les relations amicales qu’il noue avec Philippe II d'Espagne obligent El-Mottouakil à gagner le Portugal, dont il convainc le roi Sébastien d’envahir le Maroc[2].
- 7 juin, Deptford (Londres) : départ de l'expédition du Britannique Martin Frobisher à la recherche du passage du Nord-Ouest, le long de la côte méridionale du Groenland. Le 28 juillet il est en vue du littoral du Labrador. Le 11 août, il atteint la baie qui porte son nom qu’il prend pour un détroit. Il passe le détroit de Davis. Croyant avoir découvert des gisements aurifères (pyrite), il interrompt son voyage[3].
- 12 juillet, Inde : Daud Karrani est battu et tué lors de la bataille de Rajmahal par les forces d’Akbar. L’empire moghol annexe le Bengale et le Bihar[4].
- 22 août : couronnement du sévévide Ismaïl II à Qazvin, en Perse[5].
- 18 novembre : Diego de Ibarra, conquistador espagnol, est nommé gouverneur de la Nouvelle-Biscaye au Mexique (fin en 1583)[6].

- Les Portugais agrandissent le fort d'Accra[7] qui sera détruit par les Gâ en 1578[8].
- Mexique : épidémie de variole tuant plus de deux millions d’Indiens[9] dans les diocèses de Mexico, Michoacán, Puebla et Oaxaca.

### Europe
- 26 janvier : le titre de grand-duc de Toscane est confirmé à François Ier de Médicis par l’empereur Maximilien II[10].
- 28 janvier : Christophe Báthory (1530-1581) devient prince de Transylvanie[11].
- Février : le philosophe italien Giordano Bruno s’enfuit de l’ordre dominicain de Naples pour éviter un procès au sujet d’accusations portant sur des questions doctrinales et entame ses pérégrinations. Il se rend à Genève (1579), à Toulouse, à Paris et à Londres (1583-1586)[12].
- 5 mars : 
  - La mort de Réqueséns laisse les Pays-Bas sans gouverneur, et le conseil d’État exerce  le gouvernement jusqu’à l’arrivée de Don Juan en novembre[13]. Le Conseil des troubles et les impôts nouveaux sont abolis sans résultats. Les États de Hollande, de Zélande et de Brabant siègent en permanence (États provinciaux) et les États généraux, réunis à leur demande en septembre, siègent de leur côté à Bruxelles et à Anvers. Les États de Brabant, qui cherchent un souverain, s’adressent au duc François d'Alençon, frère du roi de France. Les États généraux font la même proposition à l’archiduc Mathias, fils de l’empereur. Les Provinces-Unies s'unissent contre l'Espagne.
  - le comté d'Aremberg est érigé en principauté[14].
- 14 avril : le pape Grégoire XIII condamne le primat des Espagnes, le théologien Bartolomé de Carranza à abjurer seize propositions et à être privé de son évêché pendant cinq ans. Carranza meurt peu après (2 mai)[15].
- 1er mai : couronnement d'Étienne (Stefan) Batory, roi de Pologne, à Cracovie. Il épouse Anne Jagellon le même jour[16].
- 6 mai : traité d'Étigny également appelé paix de Monsieur ; l'édit de Beaulieu autorise le culte réformé partout, sauf à Paris et dans les villes où séjourne la cour[17].
- 2 juillet : les troupes espagnoles s’emparent du port de Zierikzee, mais le jour même, les soldats quittent la ville en direction du sud bien décidés à se payer sur le pays les arriérés de soldes[18].
- 25 juillet : Aalst, près de Bruxelles, est mise à sac par les troupes espagnoles révoltées, et le sud des Pays-Bas se révolte à son tour contre l’occupant étranger[19].
- 4 septembre : coup d'État à Bruxelles[20] ; les États du Brabant décrètent l’arrestation des membres du conseil d’État. Les fidèles du roi eux-mêmes, menés par le duc d’Aerschot, prennent leurs distances vis-à-vis de la politique de Madrid.
- 15 septembre : début du siège du château des Espagnols à Gand. La capitulation aura lieu le 11 novembre.
- 12 octobre : début du règne de Rodolphe II, empereur romain germanique[21]. Sa cour s'installe à Prague (fin en 1611). Rodolphe II, élevé en Espagne, marque sa préférence pour le catholicisme en matière religieuse. Il refuse de renouveler la Declaratio Ferdinandea qui complétait la paix d'Augsbourg.

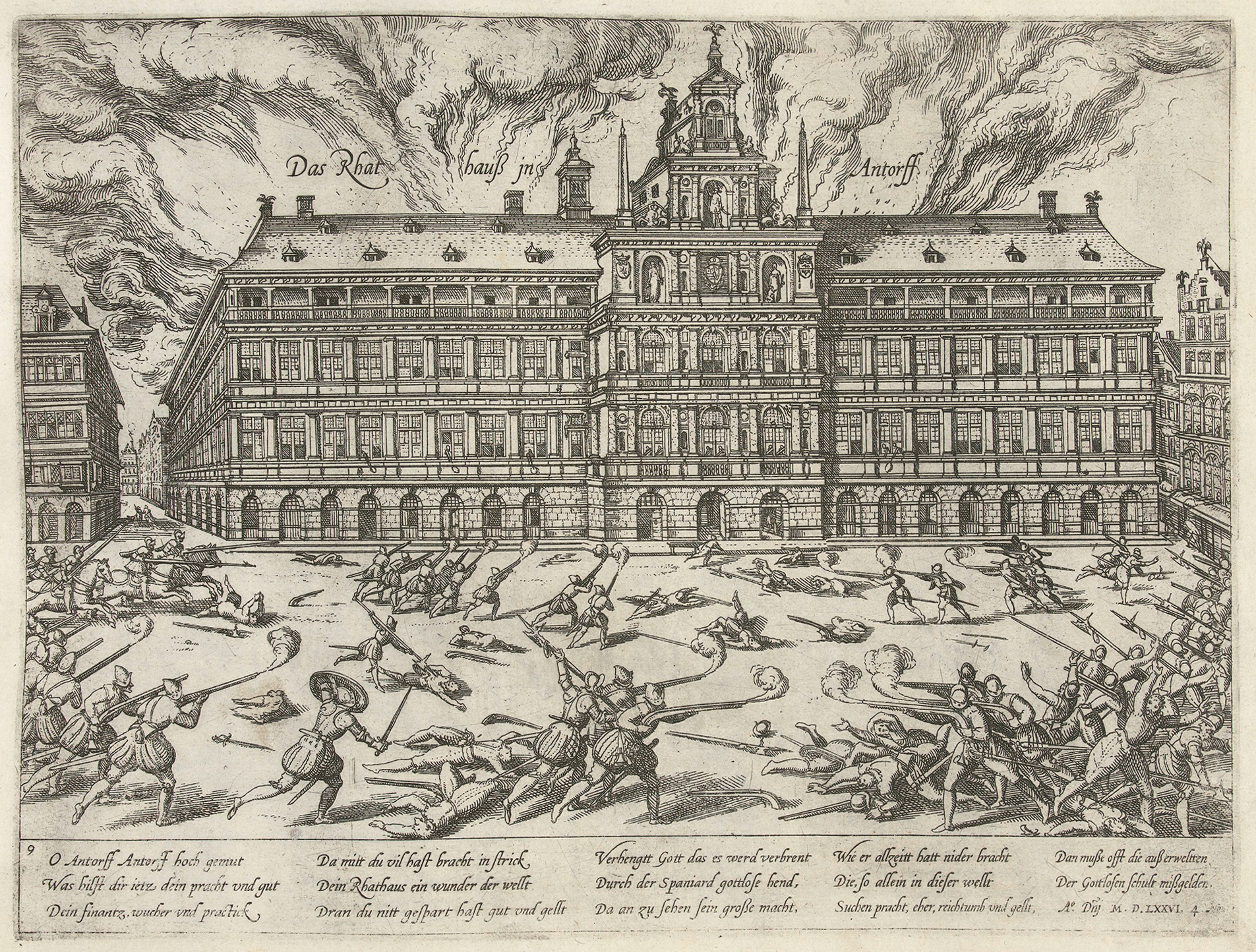
4 novembre : Le sac d'Anvers par les tercios espagnols révoltés.

- 3 novembre : les tercios espagnols mutinés entrent dans Anvers[22]. Début de la furie espagnole.
- 4-5 novembre : les soldats mutins mettent Anvers à sac[23] (8000 morts). Les états généraux prononcent leur mise hors la loi.
- 8 novembre : Don Juan d'Autriche, nommé gouverneur des Pays-Bas (1576-1578), doit ratifier la pacification de Gand qui donne à Guillaume le Taciturne le stathoudérat de dix-sept provinces et met fin à l’intolérance religieuse. Les troupes étrangères doivent quitter le pays, et une amnistie est accordée aux révoltés[24].
- 28 décembre : Johan van Oldenbarnevelt devient pensionnaire de Rotterdam[25].

- Peste en Italie (1576-1579). À Milan, l’archevêque Charles Borromée organise le secours aux pestiférés (1576-1577)[26].
- Publication à Stockholm de la Liturgia Suecanae Ecclesiae, dit le Livre Rouge (Röda boken (sv))[27]. Jean III de Suède est influencé par les idées de Georges Cassander (1513-1566) concernant la réunion des Églises autour d’une profession de foi réunissant les points essentiels à propos desquels tous les chrétiens s’accordent. Il impose à l’Église suédoise un nouveau livre de liturgie, le Livre Rouge, dans lequel apparaissent les tendances irénistes du souverain. Les luthériens s’inquiètent de cette amorce de remise en cause de la religion d’État, d’autant plus qu’ils se sentent mal protégés contre la prédication calviniste ou une restauration catholique (en 1577, le pape Grégoire XIII envoie le jésuite Antonio Possevino en mission diplomatique en Europe orientale). Le roi de Suède aurait promis de devenir catholique.

## Naissances en 1576
- 4 janvier : Catherine-Renée d'Autriche, membre de la Maison de Habsbourg († 29 juin 1599).
- 12 janvier : Scriverius, poète, historien et philologue néerlandais († 30 avril 1660).
- 2 février : Alix Le Clerc, religieuse française, béatifiée en 1947 par Pie XII († 9 janvier 1622).
- 9 février : Giambattista Andreini, poète, acteur et dramaturge italien († 7 juin 1654).
- 10 février : Festus Hommius, théologien calviniste hollandais († 5 juillet 1642).
- 29 février : Antonio Neri, maître-verrier italien († 1614).
- ? février : Francesco Buzomi, prêtre jésuite italien († 1er juillet 1639).
- 14 mars : Éric de Lorraine, évêque de Verdun († 27 avril 1623).
- 21 mars : Angelo Sala, médecin et chimiste italien († 2 octobre 1637).
- 31 mars : Louise-Juliana d'Orange-Nassau, fille de Guillaume Ier d'Orange-Nassau et de Charlotte de Montpensier († 15 mars 1644).
- 13 avril : Nanbu Toshinao, daimyo du début de l'époque d'Edo († 1er octobre 1632).
- 24 avril : Noël Mars, religieux catholique français de l'ordre des Bénédictins († 31 janvier 1611).
- 11 mai : Élie Diodati, avocat, juriste et diplomate de la Seigneurie et République de Genève († 1661).
- 17 mai : Giovanni Matteo Adami, prêtre jésuite italien († 22 septembre 1633).
- 24 mai : Johann Philipp Pareus, philologue allemand († 1648).
- 27 mai : Scioppius, érudit et pamphlétaire catholique allemand (° 19 novembre 1649).
- 3 juin : Giovanni Diodati, théologien protestant genevois d'origine italienne (° 3 octobre 1649).
- 16 juin : Giovanni Battista Viola, peintre baroque italien (° 10 août 1622).
- 3 juillet : Anne de Prusse, duchesse en Prusse (° 30 août 1625).
- 13 août : David Vinckboons, peintre de paysage et de scènes de genre néerlandais († 1629).
- 25 août : Jean Goulu, religieux et écrivain français (° 5 janvier 1629).
- 27 août : Fabrizio Bartoletti, médecin italien (° 30 mai 1630).
- 15 septembre : Jean-Adolphe de Schleswig-Holstein-Sonderbourg-Norbourg, noble allemand (° 21 février 1624).
- 22 septembre : Philippe-Guillaume de Bavière, cardinal allemand (° 18 mai 1598).
- 6 octobre : Roger Manners, 5e comte de Rutland (° 26 juin 1612).
- 7 octobre : John Marston, dramaturge anglais (° 25 juin 1634).
- 25 octobre : Thomas Weelkes, compositeur anglais (° 30 novembre 1623).
- 28 octobre : Rodolphe d'Anhalt-Zerbst, prince d'Anhalt puis prince d'Anhalt-Zerbsts (° 20 août 1621).
- 2 novembre : Georges Chamberlain, prêtre catholique d'origine anglaise qui fut évêque d'Ypres († 19 décembre 1634).
- 6 novembre : Charles-Gonthier de Schwarzbourg-Rudolstadt, noble allemand († 24 septembre 1630).
- 18 novembre : Philippe-Louis II de Hanau-Münzenberg, comte de Hanau († 9 août 1612).
- 27 novembre : Shimazu Tadatsune, daimyō appartenant à la famille Shimazu († 7 avril 1638).
- 7 décembre : Alonso de Sandoval, prêtre jésuite espagnol († 25 décembre 1652).
- 20 décembre : Jean Sarkander,  prêtre catholique qui a exercé son ministère à Olomouc († 17 mars 1620).
- Date précise inconnue :
  - Paul Antoine Agar de Cavaillon, écrivain de langue d'oc († 1631).
  - William Ames, théologien, controversiste et prédicateur puritain anglais († 14 novembre 1633).
  - Akita Sanesue, daimyo de l'époque Azuchi Momoyama et du début de l'époque d'Edo († 11 janvier 1660).
  - Asano Yoshinaga, daimyo et samouraï japonais de la fin de l'époque Sengoku et du début de l'époque d'Edo († 9 octobre 1613).
  - Pierre II Ayrault, homme politique français († 30 avril 1626).
  - Niccolò Barbieri, acteur et auteur dramatique italien († 1641).
  - Cosme Béchet, juriste français († 25 juillet 1652).
  - Claude de Bellièvre, homme d’Église français, archevêque de Lyon († 26 avril 1612).
  - Erhard Bodenschatz, théologien et musicographe allemand († 1636).
  - Johannes Bogerman, théologien protestant frison et néerlandais († 11 septembre 1637).
  - Vincenzo Carducci, peintre italien († 1638).
  - Pedro Fernández de Castro y Andrade, noble galicien qui fut vice-roi de Naples († 19 octobre 1622).
  - Gregorio Fernández, sculpteur baroque espagnol († 22 janvier 1636).
  - Jérémie Ferrier, pasteur et théologien protestant français converti au catholicisme († 26 septembre 1626).
  - Paul-Bernard de Fontaine, général espagnol né en Lorraine († 19 mai 1643).
  - Jessé de Forest, explorateur († 22 octobre 1624).
  - Cornelius Galle l'Ancien, graveur flamand († 29 mars 1650).
  - Jean Ogier de Gombauld, poète et auteur dramatique français († 1666).
  - Roque González de Santa Cruz, prêtre jésuite hispano-paraguayen († 15 novembre 1628).
  - Jean de Lacoste, professeur de droit français († 1637).
  - Henri Lancelotz, religieux flamand († 1643).
  - Giovanni Battista Lercari, 106e doge de Gênes († 1657).
  - Stefano Maderno, sculpteur italien († 17 septembre 1636).
  - Marie de Valence, catholique française († 1er avril 1648).
  - Erasmo Marotta, compositeur jésuite italien († 6 octobre 1641).
  - Pierre Mazzarini, père du cardinal Jules Mazarin et du cardinal Michel Mazarin († 4 février 1654).
  - Pierre de Montmaur, érudit, helléniste et poète français d’expression latine († 22 mars 1650).
  - Jean Neeffs, augustin flamand († 28 juin 1656).
  - Andrés Pérez de Ribas, prêtre jésuite espagnol († 26 mars 1655).
  - Roelandt Savery, peintre, dessinateur et graveur maniériste tardif des Pays-Bas espagnols du Siècle d'or néerlandais († 25 février 1639).
  - Johann Schreck, missionnaire jésuite et polymathe allemand († 11 mai 1630).
  - Edward Sharpham, dramaturge anglais de la période élisabéthaine († 1608).
  - Shinagawa Takahisa, samouraï du début de l'époque d'Edo, au service du clan Tokugawa († 1er septembre 1639).
  - Santino Solari, architecte et sculpteur né en suisse († 10 avril 1646).
  - Bartolomeo Sovero, mathématicien, géomètre et physicien suisse († 23 juillet 1629).
  - Leonello Spada, peintre et graveur italien († 17 mai 1622).
  - Toda Ujikane, daimyo des époques Momoyama et Edo († 21 mars 1655).
  - Paolo Torelli, archevêque catholique italien († 3 avril 1630).
  - Daniel Trézel, marchand, colon et planteur esclavagiste néerlandais aux Antilles († 1641).
  - Cornelis Van der Voort, peintre portraitiste néerlandais († 1624).
  - Charles Veron, augustin wallon († 1637).
  - Marie Vignon, seconde épouse de François de Bonne de Lesdiguières († 22 février 1657).
  - Roger Wrenno, laïc catholique anglais martyr († 18 mars 1616).
- Vers 1576 :
  - Pietro Paolo Bonzi, peintre italien de l'école romaine († 17 mars 1636).

## Décès en 1576
- 19 janvier : Hans Sachs, dramaturge et poète allemand (° 1496).

- 10 février : Guilielmus Xylander, humaniste et philologue allemand (° 26 décembre 1532).
- 11 février : Gaspard de Bavincourt, moine bénédictin français (° 1528).
- 12 février : Jean-Albert Ier de Mecklembourg-Schwerin, duc de Mecklembourg-Güstrow et duc de Mecklembourg-Schwerin (° 22 décembre 1525).
- 15 février : Francesco De Marchi, ingénieur militaire italien (° 1504).

- 5 mars : Luis de Zúñiga y Requesens, gouverneur des Pays-Bas espagnols (° 25 août 1528).
- 11 mars : Juan de Salcedo, conquistador espagnol (° 1549).
- 15 mars :
  - Jacques Gohory, avocat, médecin et alchimiste français (° 20 mars 1520).
  - Charles Ier de Hohenzollern, comte de Hohenzollern (° 1516).

- 2 mai : Bartolomé Carranza, prêtre dominicain espagnol, théologien et archevêque de Tolède (° 1503).
- 14 mai : Tahmasp Ier, roi sévévide de Perse (° 22 février 1514).
- 26 mai : Vincenzo Danti, sculpteur et ingénieur civil italien (° 1530).

- 2 juin : Volcher Coiter, médecin et naturaliste néerlandais (° 1534).

- 2 juillet : Josias Simmler, théologien suisse (° 6 novembre 1530).
- 11 juillet : Leonora Álvarez de Tolède, dame de la noblesse florentine (° mars 1553).
- 16 juillet : Isabelle de Médicis, sœur de François Ier de Médicis (° 31 août 1542).

- 15 août : Valentin Bakfark, luthiste et compositeur hongrois (° entre 1507 et 1530).
- 28 août : Tiziano Vecellio, dit Titien, peintre italien, à Venise (° vers 1488).

- 16 septembre : Isabelle de Bragance, fille de Jacques Ier de Bragance et d'Éleonore de Mendoza (° 1514).
- 21 septembre : Girolamo Cardano, mathématicien, philosophe, astrologue, inventeur et médecin italien (° 24 septembre 1501).
- 22 septembre : Walter Devereux (1er comte d'Essex), aristocrate et général anglais (° 16 septembre 1541).

- 12 octobre : Maximilien II du Saint-Empire, roi de Bohême, roi de Hongrie et empereur du Saint Empire (° 1er août 1527).
- 26 octobre : Frédéric III du Palatinat, seigneur souverain de la maison de Wittelsbach, de la branche Palatinat-Simmern-Sponheim (° 14 février 1515).

- 5 novembre : Hatakeyama Takamasa, daimyo du clan Hatakeyama de la province de Kawachi au cours de la période Sengoku de l'Histoire du Japon (° 1527).

- 8 décembre : Antoine Ier de Gramont, vicomte d'Aure, comte de Guiche, souverain de Bidache (° 1526).
- 20 décembre : Adam de Craponne, gentilhomme et ingénieur français (° 1526).
- 21 décembre :
  - Otto IV de Schaumbourg, noble allemand, comte de Schaumbourg et de Holstein-Pinneberg (° 1517).
  - Juan de Polanco, jésuite espagnol (° 16 décembre 1517).
- 22 décembre :  Charles Van der Linden, 30e abbé de Parc (° 1523).

- Date précise inconnue :
  - James Alday, navigateur, explorateur, corsaire et pirate anglais (° 1516).
  - John Bettes l'Ancien, peintre de portraits, miniaturiste et graveur britannique (° vers 1530).
  - Pierre Bucher, magistrat grenoblois, sculpteur, architecte, professeur de droit, doyen de l'université de Grenoble et procureur (° 1510).
  - Jean Delespine, architecte français (° 1505).
  - Richard Eden, historien, éditeur, traducteur et compilateur de récits de voyages anglais (° 1521).
  - Conrad Haas, ingénieur autrichien (° 1509).
  - Gian Antonio Licinio, peintre maniériste italien (° vers 1515).
  - Lu Zhi, peintre et calligraphe chinois (° vers 1496).
  - Luigi Pasqualigo, militaire et homme de lettres vénitien (° 1536).
  - Charles Stuart, 5e comte de Lennox (° 1555).

- Vers 1576 :
  - Josquin Baston, compositeur de l’école franco-flamande, et, peut-être, originaire des anciens Pays-Bas (° vers 1515).
  - Domenico Bianchini, compositeur, luthiste et mosaïste vénitien (° vers 1510).
  - Willem Raets, marchand et mathématicien anversois (° vers 1540).